# Mariusz Wojciechowski (piłkarz)
Mariusz Wojciechowski (ur. 20 stycznia 1964 w Przemyślu) – polski piłkarz, występujący na pozycji pomocnika.

## Życiorys
W 1975 roku został juniorem MRKS Gdańsk, a dwa lata później rozpoczął grę w młodzieżowych drużynach Stoczniowca Gdańsk. W Stoczniowcu rozpoczynał także seniorską karierę. Na początku 1986 roku został zawodnikiem Lechii Gdańsk. W I lidze zadebiutował 22 marca w wygranym 2:0 spotkaniu z Bałtykiem Gdynia. Ogółem w Lechii rozegrał sześć spotkań w I lidze. Po zakończeniu sezonu 1985/1986 powrócił do Stoczniowca. W 1988 roku przeszedł do Zagłębia Sosnowiec. W sezonie 1988/1989 rozegrał 21 spotkań ligowych w zespole, uzyskując jednocześnie z klubem awans do I ligi. W sezonie 1989/1990 wystąpił w 28 meczach I ligi. Po zakończeniu sezonu odszedł z klubu.

## Statystyki ligowe
| Sezon         | Klub               | Liga    | Mecze | Gole |
| ------------- | ------------------ | ------- | ----- | ---- |
| 1985/1986 (w) | Lechia Gdańsk      | I liga  | 6     | 0    |
| 1988/1989     | Zagłębie Sosnowiec | II liga | 21    | 1    |
| 1989/1990     | Zagłębie Sosnowiec | I liga  | 28    | 1    |